# Hydnopolyporus hartmannii
Hydnopolyporus hartmannii är en svampart som först beskrevs av Jean François Montagne, och fick sitt nu gällande namn av D.A. Reid 1962. Hydnopolyporus hartmannii ingår i släktet Hydnopolyporus och familjen Meripilaceae.   Inga underarter finns listade i Catalogue of Life.